# Яркое (Сакский район)
Я́ркое (до 1948 года Октоберфе́льд, ранее Княже́вичи; укр. Ярке, крымскотат. Knâjeviçi, Княжевичи) — село в Сакском районе Республики Крым, входит в состав Геройского сельского поселения (согласно административно-территориальному делению Украины — Геройского сельского совета Автономной Республики Крым).

## Население
| 2001 | 2014 |
| ---- | ---- |
| 573  | ↘568 |

Всеукраинская перепись 2001 года показала следующее распределение по носителям языка
| Язык             | Процент |
| ---------------- | ------- |
| крымскотатарский | 58.12   |
| русский          | 37.17   |
| украинский       | 3.84    |

### Динамика численности
| - 1926 год — 107 чел. - 1939 год — 391 чел. - 1989 год — 269 чел. | - 2001 год — 573 чел. - 2009 год — 592 чел. - 2014 год — 568 чел. |

## Современное состояние
На 2016 год в Ярком 13 улиц и территория станции Яркая, площадь, занимаемая селом, по данным сельсовета на 2009 год, 91,2 гектара, на которой в 194 дворах, числилось 592 жителя. В селе действуют сельский клуб, сельская библиотека, фельдшерско-акушерский пункт. Яркое связано автобусным сообщением с Саками и соседними населёнными пунктами.

## География
Яркое — село на востоке района, в степном Крыму, высота над уровнем моря — 75 м. Соседние сёла: Крымское — в 2 км на север, Валентиново в 4,5 км практически на юг и Геройское в 4,5 км на юго-запад. Расстояние до райцентра — около 19 километров (по шоссе) также на юго-запад. В селе находится железнодорожная станция Яркая (на линии Остряково — Евпатория). Транспортное сообщение осуществляется по региональной автодороге 35Н-449 от шоссе Симферополь — Евпатория (по украинской классификации С-0-11244.).

## История
Впервые в исторических документах поселение, как железнодорожная станция Княжевичи, встречается на карте Стрельбицкого 1920 года, а уже по Списку населённых пунктов Крымской АССР по Всесоюзной переписи 17 декабря 1926 года, в селе Октоберфельд, Ашага-Джаминского сельсовета Симферопольского района, числилось 20 дворов, из них 18 крестьянских, население составляло 107 человек, из них 103 немца и 3 русских, 1 записан в графе «прочие». В 1931 году Октоберфельд становится центром сельсовета, упразднённого к 1940 году. Постановлением Президиума КрымЦИКа «Об образовании новой административной территориальной сети Крымской АССР» от 26 января 1935 года был создан Сакский район. По данным всесоюзной переписи населения 1939 года в селе проживал 391 человек. Вскоре после начала Великой Отечественной войны, 18 августа 1941 года крымские немцы были выселены, сначала в Ставропольский край, а затем в Сибирь и северный Казахстан.
Во время Отечественной войны, после освобождения Крыма, 7 мая 1944 года в селе, в сквере у станции Княжевич, умер от ран стрелок-радист 686-го штурмового авиаполка Николай Яковлевич Боярко. Останки лётчика похоронили у станции. В 1990-х годах первоначальный памятник был заменён на современный. Приказом Министерства культуры Украины № 604 от 4 июля 2013 года захоронение объявлено памятником истории местного значения. Постановлением Совета министров Республики Крым № 627 от 20 декабря 2016 года памятник отнесён к категории объектов культурно-исторического наследия России регионального значения.
После освобождения Крыма от фашистов, 12 августа 1944 года было принято постановление № ГОКО-6372с «О переселении колхозников в районы Крыма», по которому в район из Курской и Тамбовской областей РСФСР в район переселялись 8100 колхозников, а в начале 1950-х годов последовала вторая волна переселенцев из различных областей Украины. С 25 июня 1946 года в составе Крымской области РСФСР. Есть информация, что с 21 августа 1945 года Октоберфельд был центром Ястребковского сельсовета. Указом Президиума Верховного Совета РСФСР от 18 мая 1948 года, Октоберфельд переименовали в Яркое. 26 апреля 1954 года Крымская область была передана из состава РСФСР в состав УССР. Время упразднения сельсовета пока не установлено; на 15 июня 1960 года село числилось в составе Новодмитриевского. Указом Президиума Верховного Совета УССР «Об укрупнении сельских районов Крымской области», от 30 декабря 1962 года, Яркое присоединили к Евпаторийскому району. 1 января 1965 года, указом Президиума ВС УССР «О внесении изменений в административное районирование УССР — по Крымской области», Евпаторийский район был упразднён и село включили в состав Сакского (по другим данным — 11 февраля 1963 года) 23 октября 1963 года центр сельсовета перенесён в Орехово, в который включили Яркое. В период с 1 января по 1 июня 1977 года был создан Геройский сельсовет и Яркое включили в его состав. По данным переписи 1989 года в селе проживало 269 человек. С 12 февраля 1991 года село в восстановленной Крымской АССР, 26 февраля 1992 года переименованной в Автономную Республику Крым. С 21 марта 2014 года, согласно административно-территориальному делению России, входит в состав Республики Крым Российской Федерации.